# 中国农业科学院茶叶研究所
中国农业科学院茶叶研究所是中华人民共和国的一所茶叶科学研究机构，是中国农业科学院直属事业单位，位于浙江省杭州市。